# Todor Diev
Todor Diev   (Plòvdiv, 28 de gener de 1934 - Plòvdiv, 6 de gener de 1995) fou un futbolista búlgar de la dècada de 1950.
Fou 55 cops internacional amb la selecció búlgara amb la qual participà en la Copa del Món de Futbol de 1962.
Pel que fa a clubs, defensà els colors d'Spartak Plovdiv i Spartak Sofia.